# Lý Do
Lý Do (chữ Hán: 李由, ? – 208 TCN), người đất Thượng Thái (thuộc nước Sở đời Chiến Quốc, nay là tây nam Thượng Thái, Hà Nam), tướng lãnh nhà Tần.

## Cuộc đời và sự nghiệp
Lý Do là con trai trưởng của thừa tướng Lý Tư, được lấy công chúa, đảm nhiệm chức (quận) thú của quận Tam Xuyên,  gia thế vô cùng vẻ vang .
Khởi nghĩa phản Tần nổ ra, Lý Do cố thủ Huỳnh Dương. Ngô Quảng vây đánh lâu ngày không hạ được, đành lui về Hoài Dương . Trong lúc này, Lý Tư bị Triệu Cao hãm hại, Nhị Thế còn phái người đi Huỳnh Dương tra xét ông.
Có lẽ Lý Do không nắm được tình hình ở Hàm Dương, nên tiếp tục tiến đánh nghĩa quân ở Ung Khâu (nay là huyện Kỷ, Hà Nam). Hạng Lương phái Hạng Tịch, Lưu Bang về phía nam cứu viện. Lý Do thua trận, bị Tào Tham giết chết .